# Madame Vigée-Lebrun con su hija
Madame Vigée-Lebrun con su hija (en francés: Madame Vigée-Lebrun et sa fille) es una pintura de 1789 de la artista francesa Elisabeth Vigée-Lebrun, en que se representa a sí misma junto con su hija Julie, de nueve años. “Esta representación altamente progresista de madre e hija refleja las ideas de la Ilustración sobre la maternidad y la feminidad”.  

## Descripción
La artista se representó en el lienzo sentada abrazando a su única hija, Julie, que de pie le devuelve el abrazo.

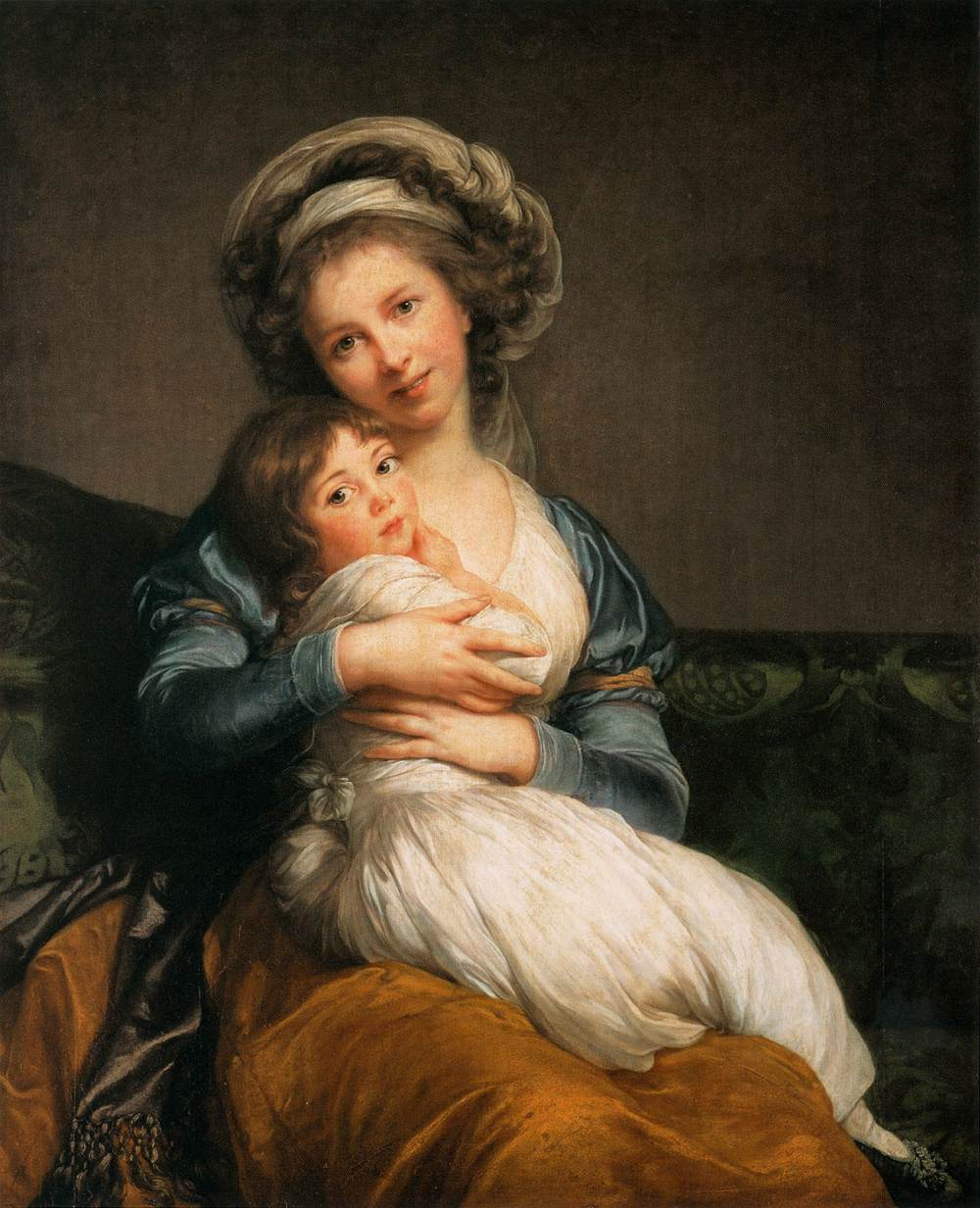
Autorretrato con su hija, 1786.

Este es el segundo autorretrato de este tipo de la artista; el primero fue pintado tres años antes, se exhibió en el Salón de 1787 y gozó de gran popularidad, recibiendo el sobrenombre de “Ternura materna” (La Tendresse maternelle). También se exhibe en el Louvre. 
El segundo cuadro, o la versión “con trajes griegos”, fue pintado a petición del conde de Anguivillers, director general de los Edificios Reales. El cuadro acabó en la colección del Louvre después de la revolución, habiendo sido confiscado..
“Estos dos retratos marcaron su época porque expresan el cambio que se produjo entonces en la mentalidad sobre el lugar de la madre y el concepto de amor maternal. Desde mediados de siglo, existe una fascinación general por todo lo relacionado con la “naturaleza”: un desarrollo sin precedentes de las ciencias naturales, interés por la vida de las poblaciones “salvajes” (...). La expresividad de los sentimientos naturales, hasta entonces ocultados, fue un elemento de este movimiento. En la sociedad, tanto en el arte como en la literatura, las emociones, especialmente en forma sentimental, ocupan un lugar central".  La cultura occidental ha cambiado su actitud hacia la expresión del amor maternal, que pasó a ser reconocido como “instintivo”. Este amor, en el espíritu de Jean-Jacques Rousseau, comenzó a ser valorado y glorificado entre la alta sociedad, en contraste con la tradición anterior de alienar al niño de sus padres, entregándolo a nodrizas y tutores. Estos cambios llegaron a lo más alto de la sociedad: la reina María Antonieta  hablaba de reuniones diarias con sus hijos (lo que estaba en desacuerdo con las tradiciones de la etiqueta palaciega).
Al crear estos retratos Lebrun, obviamente, se guio por la tradición de la pintura religiosa: las imágenes de la Virgen con el Niño, que durante siglos fueron la principal ilustración del amor maternal en el arte. Los retratos de personas reales, madres con hijos, solían  ser sólo pinturas ceremoniales, desprovistas de interacción emocional y que demostraban relaciones sociales. “Pero dos autorretratos de Vigée Lebrun con su hija, pintados por placer y para uso privado, evitan las convenciones de un retrato oficial. Los gestos tiernos y la postura de abrazo expresan un doble sentimiento de amor y protección materna”.  Ambas modelos miran al espectador, y la impresión es muy sincera y vivaz, la niña posa con gusto.

Posteriormente, la artista repetirá el esquema de este autorretrato para imágenes encargadas de aristócratas con sus hijos, incluidas damas nobles rusas.

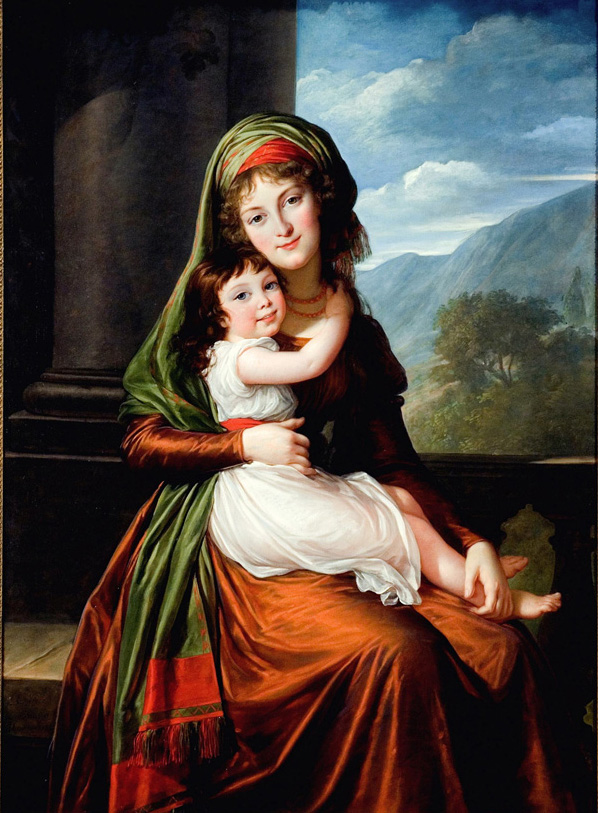
"La condesa von Schönfeld con su hija", 1793.
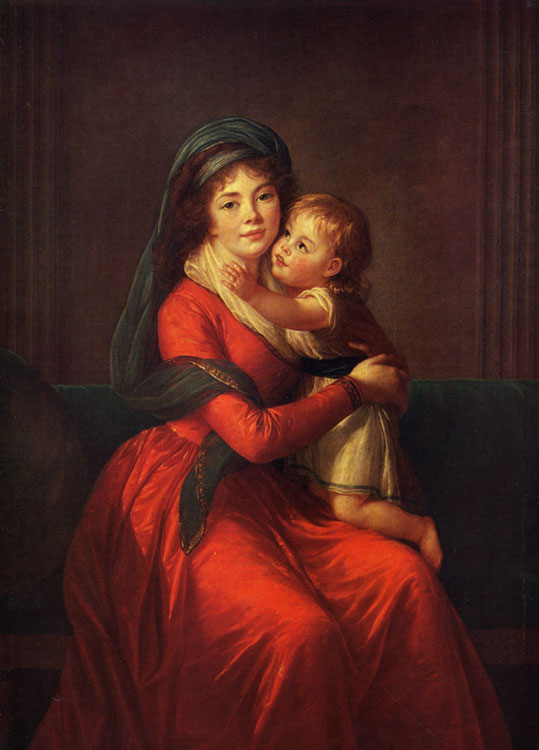
"Alexandra Golitsyna con su hijo", 1794.
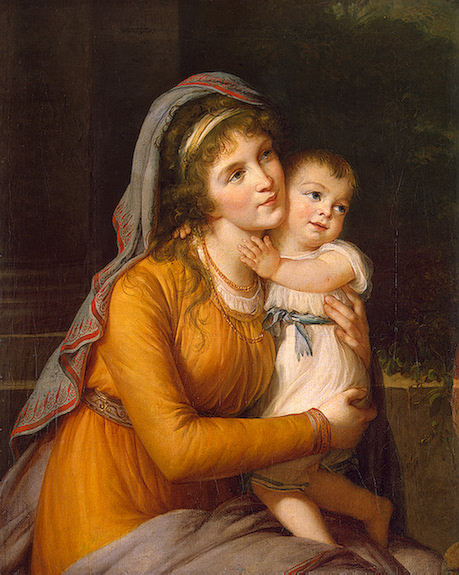
"Ana Stroganova con su hijo", 1795.
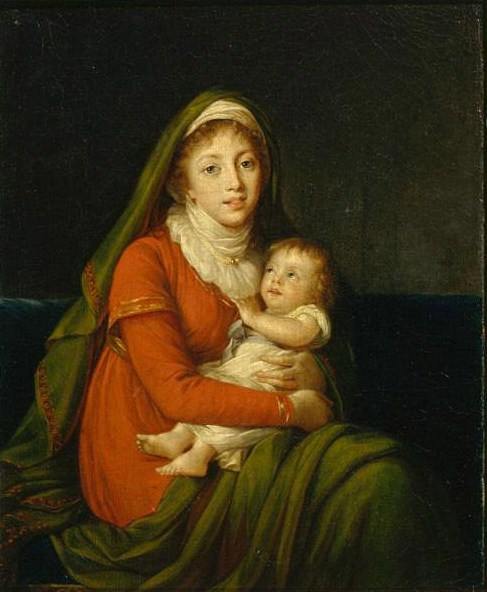
"Sofía Stroganova con su hijo", 1795.

## Julia
La niña en la pintura es la hija única de la artista, Jeanne-Lucie-Louise, conocida familiarmente por su diminutivo Julie  (12 de febrero de 1780-1819), de su matrimonio con el artista Jean-Baptiste-Pierre Le Brun. Este matrimonio resultó infeliz, la pareja vivía separada, y cuando después de la Revolución Francesa la artista abandonó su tierra natal, su pequeña hija y su institutriz la siguieron al exilio, con quienes llegó a Rusia. Julie sabía dibujar; se conocen varios pasteles que creó; entre ellos, el barón Nikolai Wrangel mencionó dos retratos de la emperatriz Isabel Alexéievna, cuyo destino se desconoce.
Cuando Isabel trabajaba en San Petersburgo, Julie, ya adolescente, se negó a casarse con el artista Guérin, a quien su madre había elegido para ella. Y en agosto de 1799, después de fuerte discusión con su madre, se casó con Gaëtan-Bernard Nigris (¿c.1766-1831?), secretario del director de los teatros imperiales rusos. Según los recuerdos de Élisabeth, pudo proporcionarle a su hija una buena dote. Julie se separó de su marido pocos años después, sin haber tenido hijos, pero no se reconcilió con su madre; Regresó a París, donde expuso sus pinturas en al menos una exposición, pero no tuvo éxito. Sola y en la miseria, murió a la edad de 39 años de neumonía.  

### Otros retratos de Julie por su madre

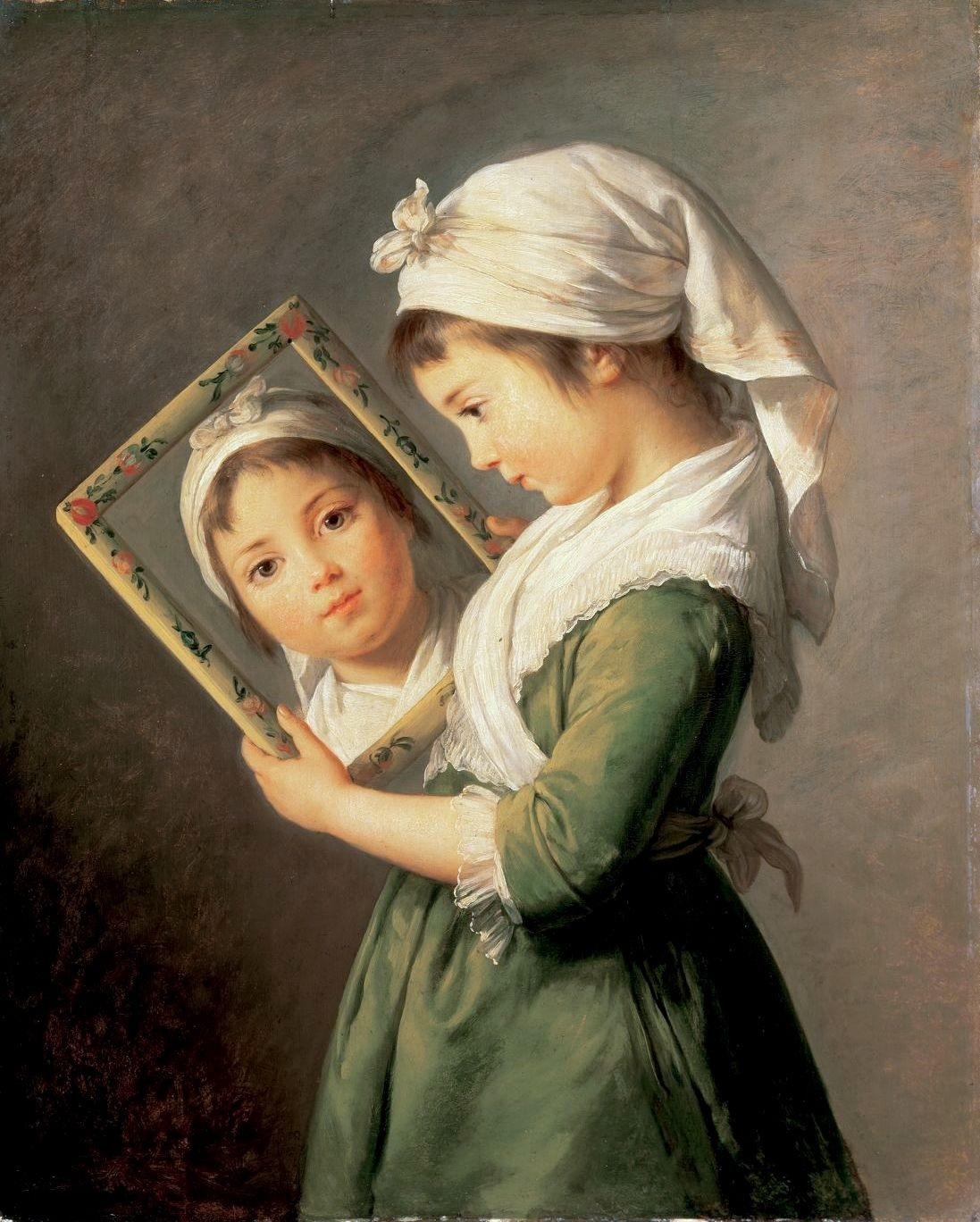
Julie Lebrun, 1787.
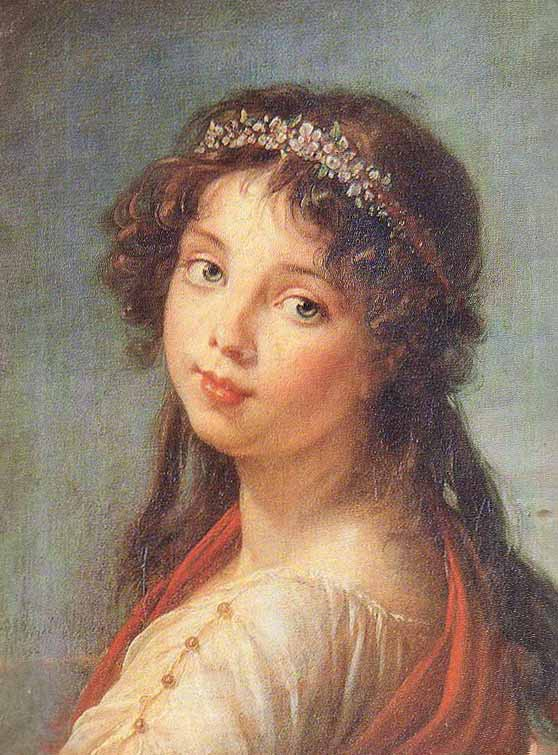
Julie Lebrun, 1789.
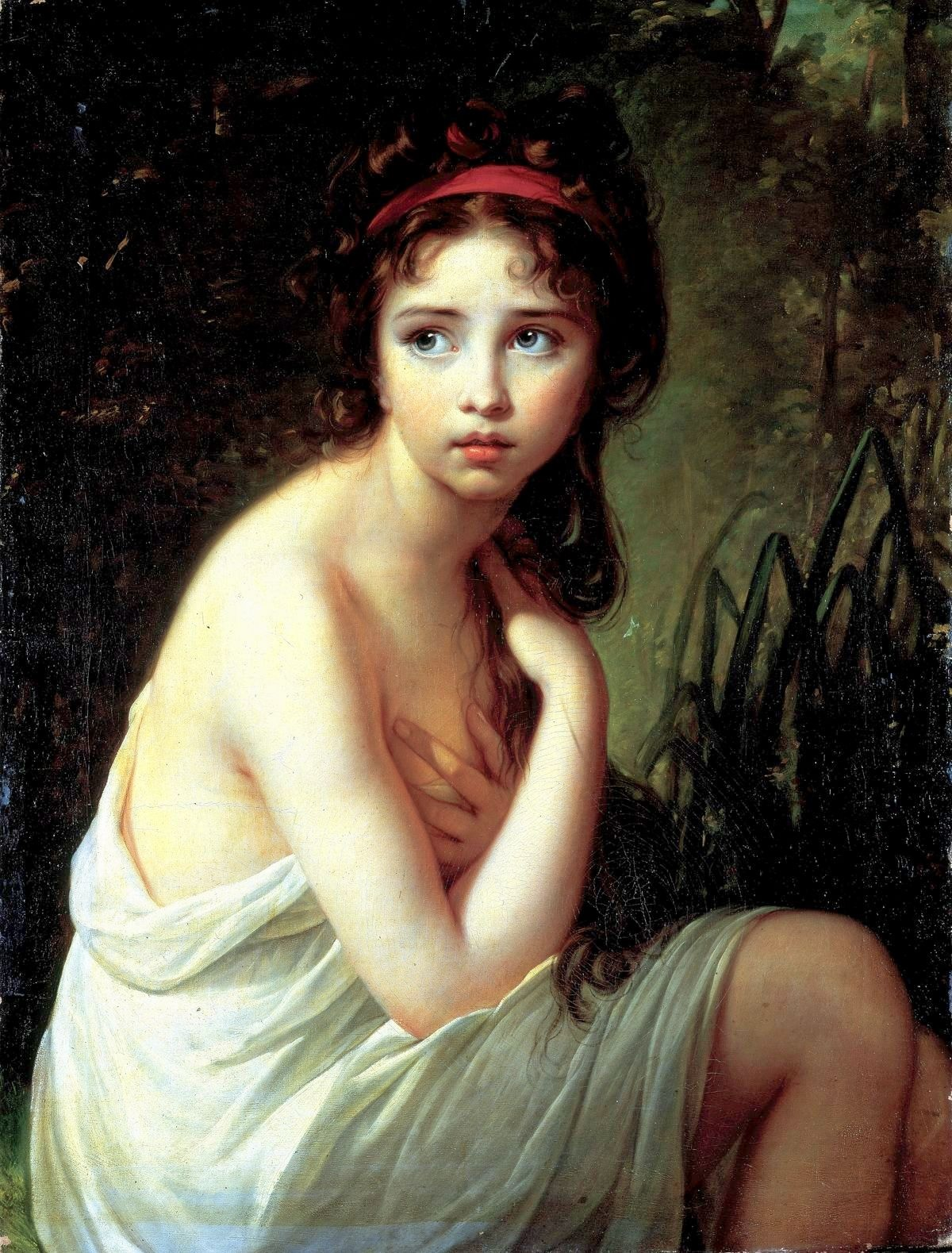
"Bañista", 1792.
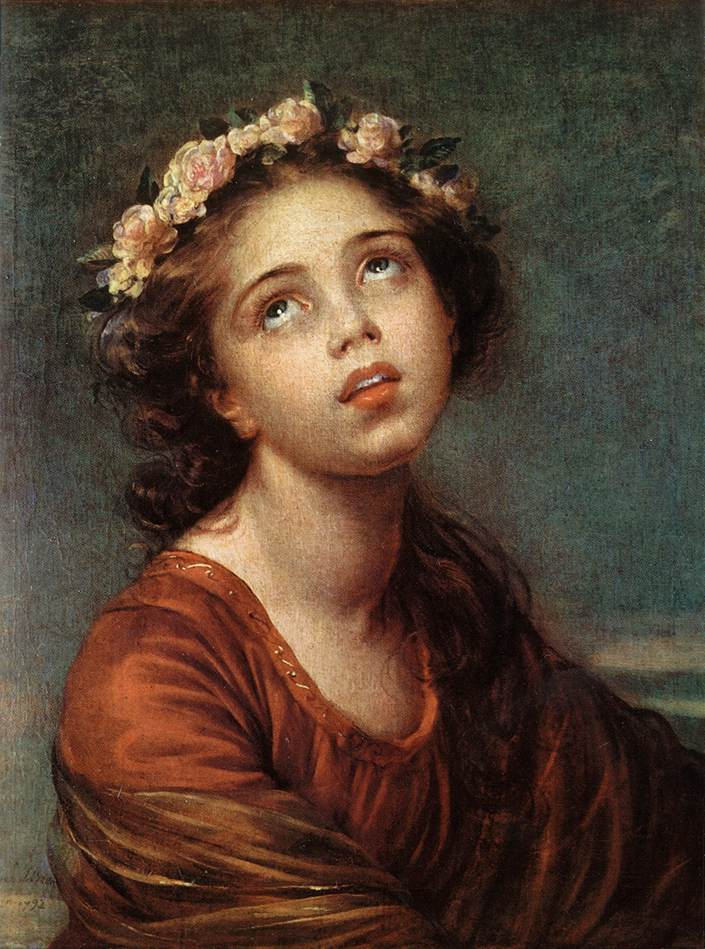
Retrato de su hija, 1792.
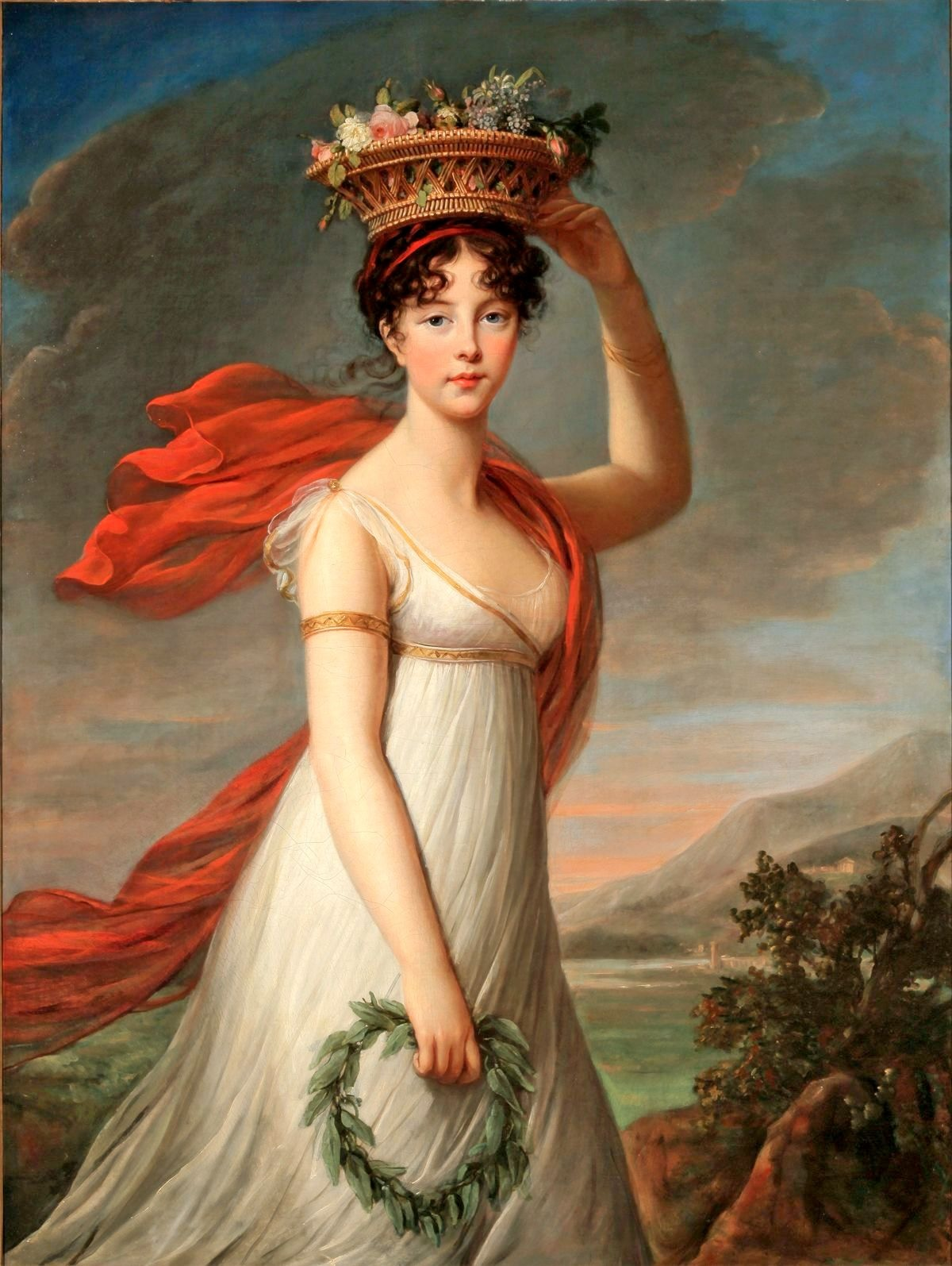
"Retrato de Julie como Flora", 1799.